# Ordinul național „Steaua României”

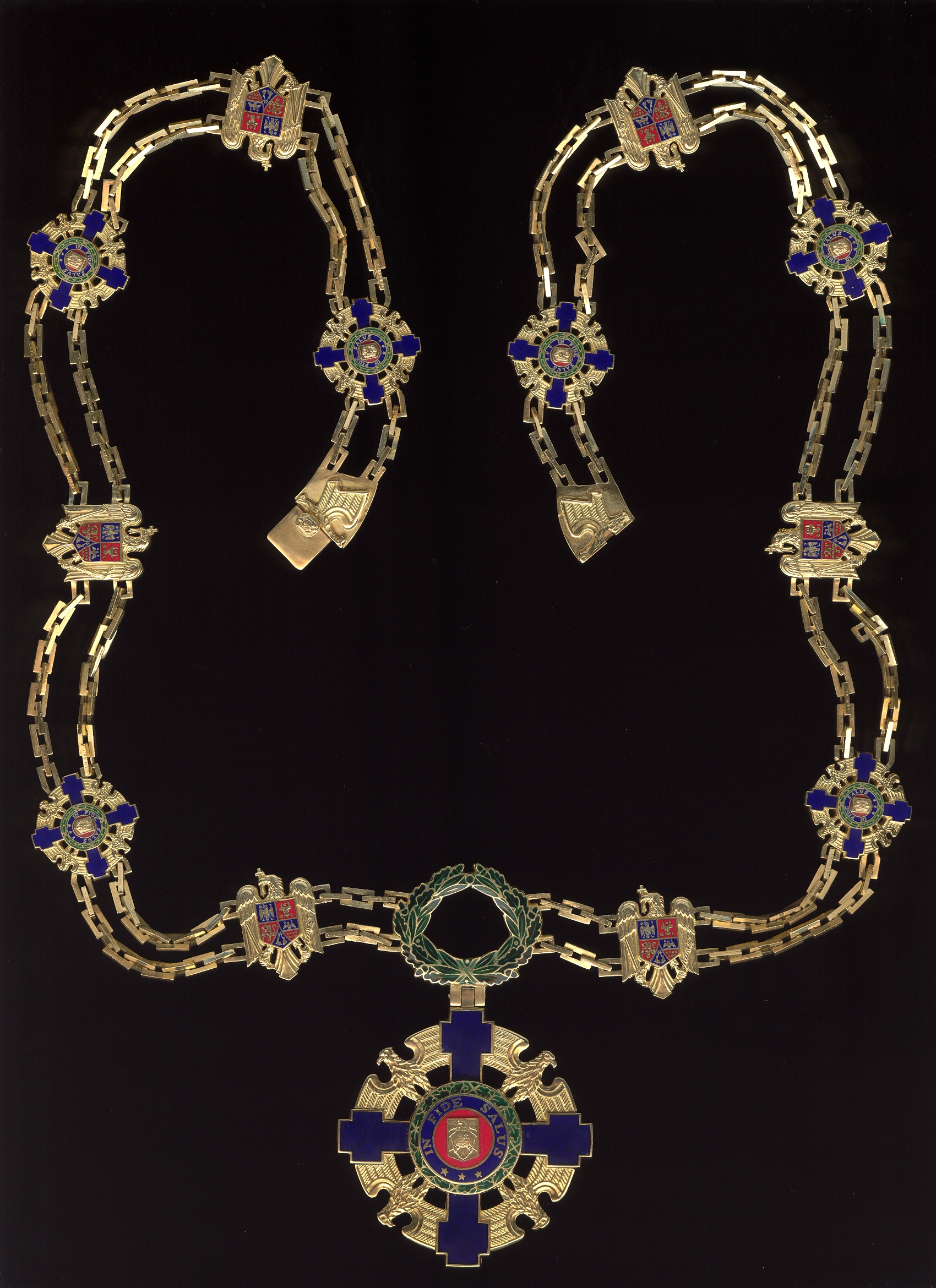
Ordinul național Steaua României

Ordinul național „Steaua României” este cea mai înaltă distincție oferită de statul român.
Cel mai vechi ordin național („Ordinul Unirii”) a fost creat în 1864 de Cuza Vodă și acordat în acea perioadă într-un număr redus. Parlamentul României și Carol I modifică acest Ordin prin legea votată în 10 mai 1877, odată cu proclamarea independenței, și îl redenumește Ordinul național „Steaua României”, la propunerea lui Mihail Kogălniceanu. 
Ordinul național „Steaua României” a fost abrogat în 1948 și reînființat în decembrie 1998 în gradele de Cavaler, Ofițer, Comandant (Comandor), Mare Ofițer, Mare Cruce și Colan.

## Istoric

Steaua României (Unirii), model 1864

Steaua României, model 1998

După discuții pentru înființarea unei distincții românești, Domnitorul Alexandru Ioan Cuza contactează în 1863 prin intermediul reprezentantului României la Paris renumita casă de bijuterii Casa Kretly. Modelul de Ordin aprobat de domnitor și comandat în 1000 de bucăți avea 5 grade (Cavaler, Ofițer, Comandor, Mare Ofițer și Mare Cruce).
Denumirea originală, aprobată la propunerea domnitorului, era de „Ordinul Unirii”, iar cele două cifre încrustate, „5” și „24”, simbolizau dubla alegere a domnitorului în cele două principate. De asemenea pe decorație era încrustată și deviza: „Genere et cordres fratres” (Frați prin origini și simțiri).
Însă cum cadrul legal nu permitea instituirea ordinului, Domnitorul Alexandru Ioan Cuza s-a limitat la a oferi decorația doar câtorva prieteni apropiați, majoritatea însemnelor rămânând în  pivnițele palatului.
Discuțiile pentru înființarea unui ordin național se redeschid după izbucnirea conflictului cu Imperiul Otoman în 1877. Sub guvernarea lui Ion C. Brătianu se decide instituirea legală a distincției în forma ei de bază, operându-se modificări doar la cifra domnească (schimbată acum cu cea a lui Carol I) și la dictonul ce nu mai corespundea momentului istoric, noua deviză fiind: „In fide salus” (În credință e salvarea). 

## Grade actuale
- Colan
- Mare Cruce
- Mare Ofițer
- Comandor
- Ofițer
- Cavaler

Cea mai recentă formă a Ordinului Steaua României este cea din 1999 care, spre deosebire de varianta din 1998, se oferă tuturor cetățenilor români și străini.
Cavalerii Ordinului național Steaua României sunt asimilați gradelor militare și beneficiază de onoruri militare, astfel:
- gradul de Cavaler al ordinului este asimilat gradului de căpitan;
- gradul de Ofițer al ordinului este asimilat gradului de colonel;
- gradul de Mare ofițer al ordinului este asimilat gradului de general de divizie, general de divizie aeriană sau viceamiral;
- gradul de Mare cruce al ordinului este asimilat gradului de general de corp de armată, general comandor de aviație sau viceamiral comandor;
- gradul de Colan al ordinului este asimilat gradului de general de armată, general inspector de aviație sau amiral.